# Jesús Martínez de Aragón y Carrión
Jesús Martínez de Aragón y Carrión (Vitòria, 16 de febrer de 1899 - Madrid, abril de 1937) va ser un advocat i militar espanyol que va participar en la Guerra civil.

## Biografia
Nascut a Vitòria, era membre d'una coneguda família de la capital alabesa: el seu pare era Gabriel Martínez de Aragón y Urbiztondo, reconegut fiscal general de la República, i el seu germà era José Martínez de Aragón y Carrión, capità d'aviació que s'havia distingit pel seu enfrontament amb la Dictadura de Primo de Rivera. Abans de l'esclat de la contesa, Martínez d'Aragón exercia la professió d'advocat.
Després del començament de la Guerra civil, va participar en l'assalt a la Caserna de la Montaña de Madrid. Va ingressar en el Cinquè Regiment, on inicialment va destacar en la seva organització, i poc després va liderar dues columnes de milicians compostes per ferroviaris de la UGT i membres de les JSU en la seva marxa cap a Guadalajara, on s'havien revoltat algunes forces militars. Posteriorment es va traslladar a Sigüenza al costat dels seus efectius, on va assumir el comandament de la ciutat i els seus voltants. No obstant això, Martínez d'Aragón tenia un comandament més nominal que real, perquè els caps milicians locals actuaven amb total independència. El comandant Martínez d'Aragó va abandonar el front Sigüenza el 8 d'octubre per a tornar a Madrid a la recerca de reforços, però ja no tornaria perquè la ciutat seria capturada per les forces revoltades.
A mitjan octubre va rebre el comandament de la 2a Brigada Mixta, que es va formar a Ciudad Real a partir de milícies extremenyes, milícies ferroviàries, i forces militars de la guarnició de Madrid. Al capdavant d'aquesta unitat va participar en la Defensa de Madrid, especialment durant la batalla de la Ciutat Universitària de Madrid. Després d'haver intervingut en un gran nombre de combats la brigada va quedar desfeta i va haver de ser reorganitzada. Entre el 9 i el 14 d'abril de 1937 la 2a BM va participar en diversos assalts contra el Cerro Garabitas dels quals va sortir amb nombroses baixes, entre elles el comandant de la brigada, Martínez d'Aragón, que va morir. A la seva mort seria reemplaçat pel cap d'un dels batallons, el major de milícies Juan José Gallego Pérez.